# Kleine raaf
De kleine raaf (Corvus mellori) behoort tot de familie van de kraaiachtigen. Deze vogel is genoemd naar de Australische ornitholoog John White Mellor (1868-1931).

## Verspreiding en leefgebied
Deze soort is endemisch in zuidoostelijk Australië.

## Status
De grootte van de populatie is niet gekwantificeerd maar de soort wordt omschreven als algemeen en plaatselijk talrijk. Op de Rode lijst van de IUCN heeft deze soort de status niet bedreigd.